# Lenart
Lenart is een gemeente in Slovenië in de regio Podravska. Het telde tijdens de volkstelling in 2002 11.159 inwoners.

## Plaatsen in de gemeente
Črmljenšak, Dolge Njive, Gradenšak, Hrastovec v Slovenskih Goricah, Lenart v Slovenskih goricah, Lormanje, Močna, Nadbišec, Radehova, Rogoznica, Selce, Spodnja Voličina, Spodnje Partinje, Spodnji Porčič, Spodnji Žerjavci, Straže, Šetarova, Vinička vas, Zamarkova, Zavrh, Zgornja Voličina, Zgornji Žerjavci
Benedikt · Cerkvenjak · Cirkulane · Destrnik · Dornava · Duplek · Gorišnica · Hajdina · Hoče-Slivnica · Juršinci · Kidričevo · Kungota · Lenart · Lovrenc na Pohorju · Majšperk · Makole · Maribor · Markovci · Miklavž na Dravskem polju · Oplotnica · Ormož · Pesnica · Podlehnik · Poljčane · Ptuj · Rače-Fram · Ruše · Selnica ob Dravi · Slovenska Bistrica · Središče ob Dravi · Starše · Sveta Ana · Sveta Trojica v Slovenskih goricah · Sveti Andraž v Slovenskih goricah · Sveti Jurij · Sveti Tomaž · Šentilj · Trnovska vas · Videm · Zavrč · Žetale